# Temporada 1974-1975 del Club Joventut Badalona
La temporada 1974-1975 va ser la 36a temporada en actiu del Club Joventut Badalona des que va començar a competir de manera oficial. La Penya va disputar la seva 19a temporada consecutiva a la màxima categoria del bàsquet espanyol, acabant la competició en la tercera posició, repetint la classificació aconseguida la temporada anterior. Aquesta temporada també va competir a la Recopa d'Europa i a la Copa del Copa del Generalíssim.

## Resultats
Recopa
En aquesta edició de la Recopa d'Europa el Joventut va arribar fins a quarts de final, on no va poder quedar entre els dos primers a la lligueta del seu grup. Prèviament havia eliminat l'Al-Gezira SC (Egipte) a la primera ronda i el Budapesti Honvéd SE (Hongria) a vuitens.
Lliga espanyola
A la lliga espanyola finalitza en la tercera posició de 12 equips participants. En 22 partits disputats va obtenir un bagatge de 16 victòries, 1 empat i 5 derrotes, amb 1.850 punts a favor i 1.613 en contra (+237).
Copa del Generalíssim
En aquesta edició de la Copa del Generalíssim el Joventut va quedar eliminat a quarts davant el Reial Madrid CF (91-91 i 116-96).

## Plantilla
La plantilla del Joventut aquesta temporada va ser la següent:
| Club Joventut Badalona: plantilla 1974-75 |
| Jugadors                                  |
| Lluís Miguel Santillana                   |
| Miguel Ángel Estrada                      |
| Josep Maria Margall                       |
| Narcís Margall                            |
| Juan Ramon Fernández                      |
| Víctor Manuel Escorial                    |
| Joan Filbà                                |
| Ernest Delgado                            |
| Antoni Ametller                           |
| Jordi Cairó                               |
| Lauro Mulá                                |
| Manel Bosch                               |
| Entrenador                                |
| Josep Lluís i Cortés                      |